# Purvapaksha
Purvapaksha (Devanagari: पूर्वपक्ष, Sanskriet: pūrvapakṣa) is het standpunt van de opponent in een Indisch dialectisch debat. Dit standpunt moet zo getrouw mogelijk worden weergegeven, waarna het in ieder geval ten dele ontkracht wordt door het eigen standpunt (uttarapaksha) naar voren te brengen.
Zo zijn adhikarana's opgebouwd uit:
- visaya, onderwerp
- samdeha, twijfel
- purvapaksha, standpunt van de opponent
- uttarapaksha, eigen standpunt
- siddhanta, uiteindelijke conclusie waarmee de aanvankelijke twijfel is opgelost

Op deze manier dient een commentaar vooral als inleiding om het eigen standpunt naar voren te brengen en te onderbouwen. Door het standpunt van de tegenstander zo getrouw mogelijk te verwoorden, wordt zeker gemaakt dat het perspectief van de opponent begrepen is alvorens het weerlegd wordt.